# Banmei Takahashi
Banmei Takahashi (高橋伴明, Takahashi Banmei) (o Tomoaki Takahashi) és un director de cinema japonès. Takahashi va començar la seva carrera a la indústria de la pinku eiga, fent el seu debut com a director el 1972 amb Escaped Rapist Criminal. A causa d'un desacord amb el seu productor, Takahashi va deixar la indústria cinematogràfica durant un parell d'anys. Es va unir a l'estudi de producció del pioner del cinema pinku Kōji Wakamatsu el 1975, treballant com a guionista fins que Wakamatsu va produir la segona pel·lícula de Takahashi, Delinquent File: Juvenile Prostitution (1976). Durant els anys següents, Takahashi va fer una mitjana de cinc pel·lícules anuals a l'estudi de Wakamatsu, fins que Takahashi va marxar per crear la seva pròpia companyia de producció el 1979.
Takahashi es va casar amb Nikkatsu Roman Porno i amb l'actriu de cinema rosa Keiko Sekine, que després va canviar el seu nom a Keiko Takahashi i va protagonitzar diverses pel·lícules de Takahashi. Sekine va aparèixer a Tattoo Ari (1982) de Takahashi, un èxit de taquilla popular que va guanyar a Takahashi el premi al millor director al 4t Festival de Cinema de Yokohama. Amb l'èxit d'aquesta pel·lícula, Takahashi va dissoldre Takahashi Productions per centrar-se en la producció cinematogràfica convencional. La pel·lícula de Takahashi de 1994 Ai no Shinsekai, inspirada en el treball del fotògraf Nobuyoshi Araki, és significativa com la primera producció japonesa sense censurai sense velar a nivell nacional.

## Filmografia
- Escaped Rapist Criminal (1972)
- Delinquent File: Juvenile Prostitution (1976)
- Girl Mistress (1980)
- Wolf (狼, Ōkami) (1982)
- Tattoo Ari (1982)
- Door (1988)
- Door II: Tokyo Diary (1991)
- Ai no Shinsekai (1994)
- Zen (2009)
- BOX: The Hakamada Case (2010)
- Takumi: The Man Beyond Borders (2012)
- Blood Bead (2015)
- Peaceful Death (2021)[7]
- No Place to Go (2022)[8]
- I Am Kirishima (2025)[9]